# Aquilegia nikolicii
Aquilegia nikolicii ist eine Pflanzenart aus der Familie der Hahnenfußgewächse (Ranunculaceae). Diese seltene, gefährdete Art kommt nur in Serbien, im östlichen Bosnien und nördlichen Montenegro vor.

## Beschreibung

### Erscheinungsbild und Blatt
Aquilegia nikolicii ist eine mehrjährige, krautige Pflanze, die Wuchshöhen von 45 bis 60 Zentimeter erreicht. Der aus der Mitte der lockeren Blattrosette wachsende, aufrechte Stängel ist drüsig-klebrig flaumig (Trichom) behaart. Ein charakteristisches Merkmal ist die Behaarung (Indument) von Blättern und Stängel.
Die grundständigen Laubblätter sind in einen langen Blattstiel und eine Blattspreite gegliedert. Die Blattspreiten sind immer beiderseits fein drüsig behaart. Die bis zu 3 Zentimeter lange Blattspreite der Grundblätter ist doppelt dreiteilig, auf der Oberseite grün und auf der Unterseite silbern. Die oberen Stängelblätter sind dreiteilig mit mehr linealischen Abschnitten; sie sind gleichfalls dicht drüsenhaarig.

### Blütenstand und Blüte
Die Blütezeit reicht von Mai bis Juni. In traubigen Blütenständen stehen anfangs etwas nickend, später aufrecht, an langen Blütenstielen drei bis fünf, gelegentlich auch mehr Blüten. Die gespornten, glockenförmigen Blüten sind bei einem Durchmesser von 3 bis 5 Zentimeter radiärsymmetrisch und fünfzählig. Kennzeichnend ist die Zweifarbigkeit der Kronblätter am unteren Ende von rotviolettblau nach weiß verlaufen. Die Blütenhüllblätter sind rot-violett und beim Verblühen ins Rötliche übergehend. Die fünf kronblattartigen Blütenhüllblätter sind bis 3 Zentimeter lang und bis 1,1 Zentimeter breit. Die Nektarblätter sind bis zu 3 Zentimeter lang; der Sporn ist bei einer Länge von 1,4 bis 2 Zentimeter gerade oder leicht gebogen, am Ende kopfartig verdickt und dunkel gefärbt und deutlich länger als die Blätter der Nektarien. Die zahlreichen Staubblätter reichen nur bis zum Rand der Kronblattspreite.

### Frucht und Samen
Die je Blüte fünf bis zehn drüsig behaarten Balgfrüchte (Folliculus) enthalten viele Samen. Die Samen sind dunkel und glänzend.

### Chromosomenzahl
Bei Aquilegia nikolicii liegt Diploidie vor und besitzt die Chromosomenzahl 2n = 14.

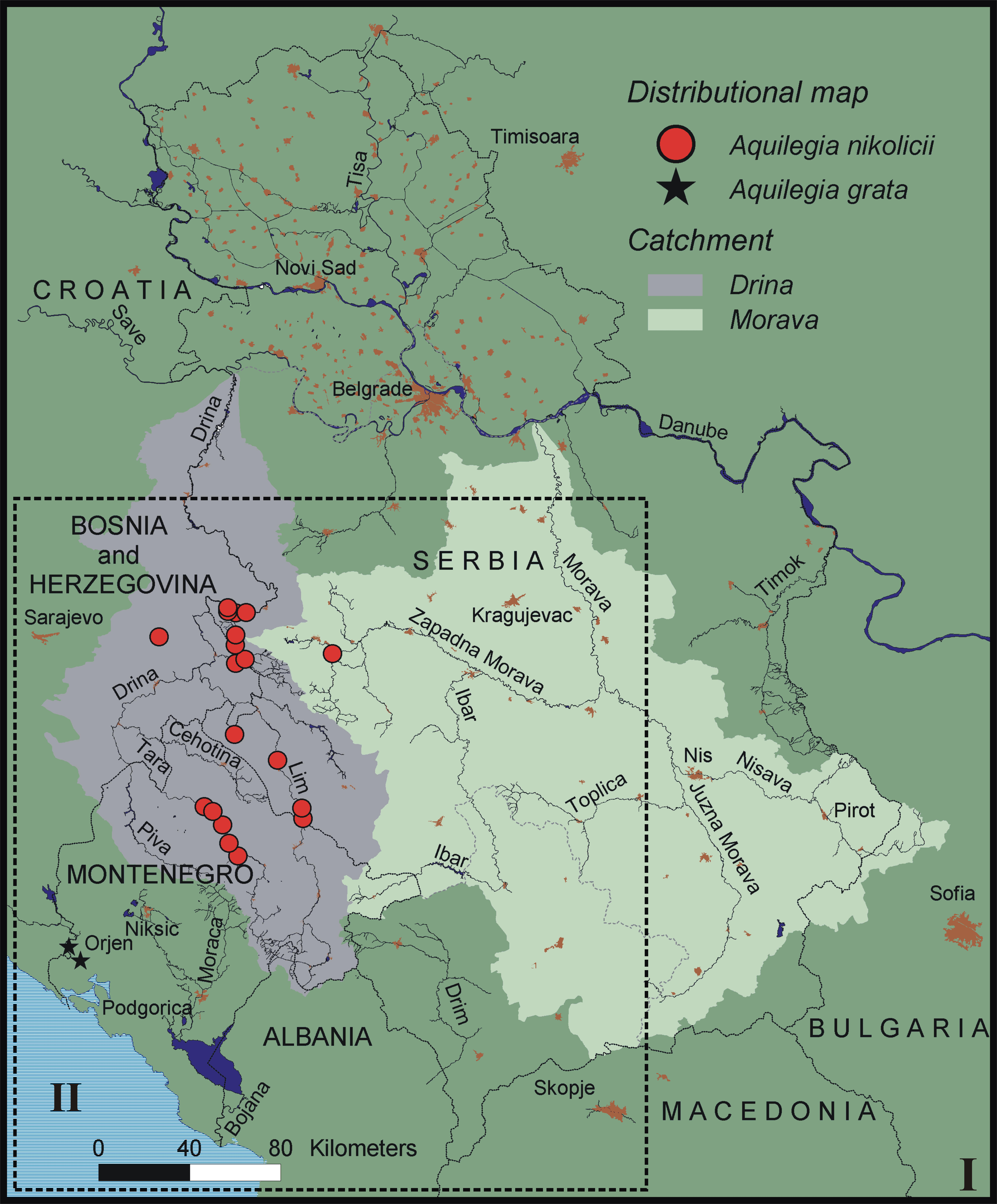
Verbreitungskarte von Aquilegia nikolicii und Aquilegia grata

## Vorkommen und Gefährdung
Aquilegia nikolicii ist in Canyons und Schluchten im Drinaeinzugsgebiet in Serbien, östlichen Bosnien und nördlichen Montenegro ein Bewohner felsiger Standorte. Hier beschränkt sie sich auf Schluchtenstandorte im Einzugsgebiet der Drina. Standorte liegen zwischen 250 und 1200 Höhenmetern an kühlen, offenen Flächen auf Geröllhalden und Felsen als ein Element im Pflanzensoziologischen Verband Centaureo derventanae-Seslerietum tenuifoliae.
Bis zur endgültigen Klärung ihre Artstatus 2013 galt Aquilegia nikolicii als zur Angenehmen Akelei (Aquilegia grata) zugehörig. Da letztere Art nur ein sehr kleines Areal besitzt und bis vor kurzem nur einmal 1864 aufgesammelt worden war, wurde Aquilegia nikolicii auch oft unter dem irrtümlichen Namen als Aquilegia grata in Kultur gebracht.

Gefährdungsgrad von Aquilegia nikolicii nach IUCN

Als endemisch-paläoendemisches Relikt ist sie nur von wenigen Standorten bekannt (zurzeit etwa 30 Fundorte). Sie steht in ihrem Verbreitungsgebiet unter Naturschutz. Auf der IUCN-Liste der gefährdeten Pflanzen wird der Status von Aquilegia grata mit „rar“ (R) geführt. Daraus abgeleitet wird der Status von Aquilegia nikolicii nach den neueren Kategorien der Statuten der IUCN mit „gefährdet“ (VU) angegeben.

## Systematik und Botanische Geschichte

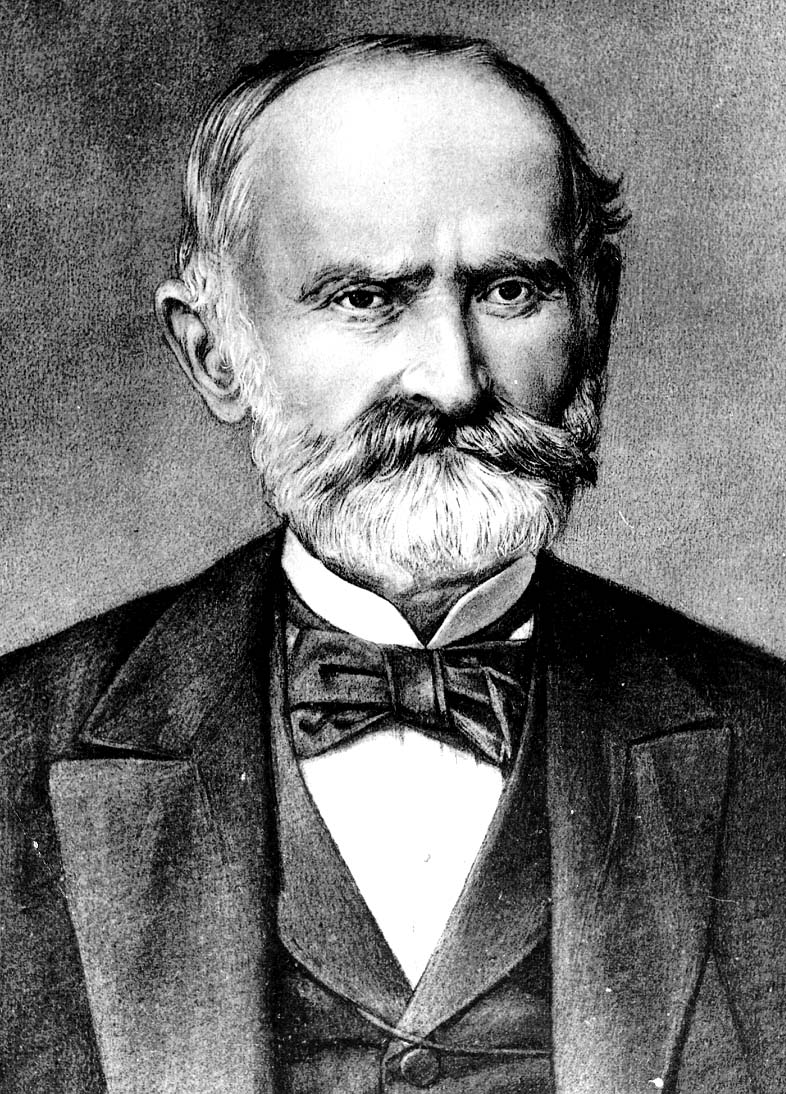
Josif Pančićs Herbar-Belege von Aquilegia nikolicii werden im "Herbarium Pancicianum" am Botanischen Institut der Universität Belgrad aufbewahrt.

1867 hatte Josif Pančić auf der Mokra Gora in Westserbien den Erstfund von Aquilegia nikolicii gemacht und diese als Aquilegia thalictrifolia bezeichnet. 1875 beschrieb Albert Zimmeter eine Akelei aus dem Orjen-Gebirge, die einer Aufsammlung von Franz de Paula Maly von 1864 im damaligen Königreich Dalmatien entstammte, als Aquilegia grata. Zimmeter stellte dabei Pančićs Aquilegia thalictrifolia irrtümlich zur Aquilegia grata.
Die morphologischen Merkmale der Aquilegia-Taxa aus dem subkontinentalen Schluchten Bosniens und Serbiens waren aber so stark abweichend (u. a. die zweifarbigen Petalen), dass die Zuordnung lange ungeklärt blieb. Auch Pančić selbst vergab Akeleien, die er in den Bergen im Drina-Tal gefunden hatte, unterschiedliche Bezeichnungen. Neben Aquilegia thalictrifolia führte er sie zusätzlich als Aquilegia amaliae (Synonym zu Aquilegia ottonis subsp. amaliae). Letzterer Name wurde dann in allen Florenwerken des Balkans sowie Ex-Jugoslawiens übernommen.
Nachdem Karl Maly (der Sohn von Franz Maly) 1897 während einer botanischen Bereisung im Drina-Tal wiederum Aquilegia nikolicii aufgesammelt hatte, versandte er ab 1908 Herbar-Belege mit der Etikettierung Aquilegia grata an wichtige botanische Sammlungen Europas. Damit bürgerte Karl Maly die Ansicht, die Aquilegia grata sei vermeintlich zweifarbig, ein. Auf Karl Maly gingen auch die Samen von Aquilegia nikolicii an William Bertram Turrill, den Kustos im Königlichen Botanischen Gartens Kew, zurück. Turrill veröffentlichte 1935 im Curtis’s Botanical Magazine auf diesen aus dem damaligen Königreich Jugoslawien stammenden Kultivaren in Kew daraufhin die bis heute einzige ikonographische Abbildung einer vermeintlichen Aquilegia grata, jedoch in Wirklichkeit von Aquilegia nikolicii, an.
1992 revidierte Marjan Niketić den Befund von Aquilegia ottonis subsp. amaliae für die Flora Serbiens und stellte diese vorerst wieder zur Angenehmen Akelei. Nachdem die seit 1864 nicht mehr aufgesuchten Fundorte der Angenehmen Akelei sich als nicht mit den im Drina-Einzugsgebiet vorkommenden verwandt erwiesen hatten, wurde die Eigenständigkeit von Aquilegia nikolicii als Art anerkannt. Das Artepitheton leitet sich vom serbischen Botaniker Vojislav Nikolić ab.
Der Typusbeleg von Aquilegia nikolicii ist im "General-Herbar der Balkanhalbinsel" im Naturkundemuseum Belgrad (Prirodnjački Muzej Beograd) hinterlegt.
In der Art Aquilegia nikolicii (Niketić) Niketić & Cikovac werden heute zwei Varietäten unterschieden:
- Aquilegia nikolicii Niketić & Cikovac var. nikolicii (Syn.: Aquilegia amaliae sensu Pančić non Heldr. ex Boiss. 1854, Aquilegia grata subsp. nikolicii Niketić)
- Aquilegia nikolicii var. pancicii Niketić (Syn.: Aquilegia viscosa sensu Pančić non Gouan 1765, Aquilegia thalictrifolia sensu Pančić non Schott & Kotschy 1853, Aquilegia pancicii sensu Regula-Bevilacqua non Degen 1905, Aquilegia grata subsp. grata sensu Niketić)